# Písmena latinky
Kvůli své rozšířenosti obsahuje latinka mnoho písmen, která byla postupně přidávána pro potřeby zápisu jazyků, které postupně latinku zaváděly. S tím, jak se jazyky vyvíjejí, naopak písmena zastarávají a přestávají se používat.

## Původní latinská písmena
A, B, C, D, E, F, H, I, K, L, M, N, O, P, Q, R, S, T, V, X
Původní latinská písmena měla pouze svoji majuskulní verzi.

## Písmena používaná v současné době
V současné době se pro zápis latinkou používají následující písmena bez diakritiky:
Majuskule: A, B, C, D, E, F, G, H, I, J, K, L, M, N, O, P, Q, R, S, T, U, V, W, X, Y, Z, Æ, Ə, Ɛ, Ǝ, Ɣ, Ɩ, Ŋ, Œ, Ɔ, Ʋ, Ʊ, Þ, Ʒ, Ȣ, Ʌ, Ꞵ, Ʃ[zdroj?]
Minuskule: a, b, c, d, e, f, g, h, i, j, k, l, m, n, o, p, q, r, s, t, u, v, w, x, y, z, æ, ə, ɛ, ǝ, ɣ, ɩ, ŋ, œ, ɔ, ß, ʋ, ʊ, þ, ʒ, ȣ, ʌ, ꞵ, ʃ
- Æ – používá se v dánštině, faerštině, francouzštině, islandštině, a norštině, do poloviny 20. století bylo také součástí oficiální anglické abecedy
- Ə – používá se k zápisu především turkických jazyků, např. ázerbájdžánštiny (v některých turkických jazycích, např. v turkmenštině, je místo tohoto písmena písmeno Ä) a v africkém jazyce ewondo
- Œ – používá se ve francouzštině, do poloviny 20. století bylo také součástí oficiální anglické abecedy
- ß – používá se pouze v němčině
- Þ – v současné době se používá pouze pro zápis islandštiny, do poloviny 20. století bylo také součástí oficiální anglické abecedy
- Ʒ – používá se ve skoltské sámštině a v jazyce dagbani
- Ɛ, Ɣ, Ŋ, Ɔ, Ʋ – používají se pro zápis některých afrických jazyků, např. eveštiny, dinka, ga, ngalštiny, kabiye a mòoré
- Ǝ – používá se v kanurijštině
- Ɩ – používá se pro zápis některých afrických jazyků v Burkině Faso, např. jazyků kabiye a mòoré
- Ʊ – v jazyku kabiye a v čoktštině
- ȣ – v algonkinštině, wendatštině (huronštině) a v jednom z existujících zápisů západní abnakštiny
- Ʌ – v jazyce ibibio[1] a jazyce temne
- Ꞵ – v jazyce kove[2]

Poznámky
- Tečka nad písmeny i a j není považována za diakritické znaménko.
- V tádžičtině a tuvanštině se v době, kdy byly zapisovány latinkou, jako minuskule místo písmena b používalo písmeno ʙ.
- V turkických jazycích se jako minuskule k písmenu I používá písmeno ı a jako majuskule k písmenu i používá písmeno İ.
- Minuskule písmen Ə a Ǝ mají stejný tvar (ə, ǝ).

### Písmena s diakritickými znaménky

#### Písmena s diakritickými znaménky podle diakritických znamének
| s čárkou                    | - majuskule: Á, Ǽ, B́, Ć, D́, É, F́, Ǵ, H́, Í, J́, Ḱ, Ĺ, Ḿ, Ń, Ó, Ṕ, Q́, Ŕ, Ś, T́, Ú, V́, Ẃ, X́, Ý, Ź - minuskule: á, ǽ, b́, ć, d́, é, f́, ǵ, h́, í, ȷ́, ḱ, ĺ, ḿ, ń, ó, ṕ, q́, ŕ, ś, t́, ú, v́, ẃ, x́, ý, ź           |
| s háčkem                    | - majuskule: Ǎ, B̌, Č, Ď, Ě, F̌, Ǧ, Ȟ, Ǐ, J̌, Ǩ, Ľ, M̌, Ň, Ǒ, P̌, Q̌, Ř, Š, Ť, Ǔ, V̌, W̌, X̌, Y̌, Ž, Ǯ - minuskule: ǎ, b̌, č, ď, ě, f̌, ǧ, ȟ, ǐ, ǰ, ǩ, ľ, m̌, ň, ǒ, p̌, q̌, ř, š, ť, ǔ, v̌, w̌, x̌, y̌, ž, ǯ           |
| s kroužkem                  | - majuskule: Å, D̊, E̊, G̊, I̊, J̊, O̊, Q̊, S̊, Ů, V̊, W̊, X̊, Y̊ - minuskule: å, d̊, e̊, g̊, i̊, j̊, o̊, q̊, s̊, ů, v̊, ẘ, x̊, ẙ                                                                                         |
| se stříškou                 | - majuskule: Â, B̂, Ĉ, D̂, Ê, Ĝ, Ĥ, Î, Ĵ, K̂, L̂, M̂, N̂, Ô, R̂, Ŝ, T̂, Û, V̂, Ŵ, X̂, Ŷ, Ẑ, ẞ̂, Ʃ̂, Þ̂, Ʒ̂ - minuskule: â, b̂, ĉ, d̂, ê, ĝ, ĥ, î, ĵ, k̂, l̂, m̂, n̂, ô, r̂, ŝ, t̂, û, v̂, ŵ, x̂, ŷ, ẑ, ß̂, ʃ̂, þ̂, ʒ̂           |
| s vlnovkou                  | - majuskule: Ã, Ẽ, G̃, Ĩ, J̃, L̃, M̃, Ñ, Õ, P̃, Q̃, R̃, Ũ, Ṽ, Ỹ - minuskule: ã, ẽ, g̃, ĩ, j̃, l̃, m̃, ñ, õ, p̃, q̃, r̃, ṽ, ũ, ỹ                                                                                   |
| s tečkou                    | - majuskule: Ȧ, Ḃ, Ċ, Ḋ, Ė, Ḟ, Ġ, Ḣ, İ, K̇, L̇, Ṁ, Ṅ, Ȯ, Ṗ, Q̇, Ṙ, Ṡ, Ṫ, U̇, V̇, Ẇ, Ẋ, Ẏ, Ż - minuskule: ȧ, ḃ, ċ, ḋ, ė, ḟ, ġ, ḣ, i, k̇, l̇, ṁ, ṅ, ȯ, ṗ, q̇, ṙ, ṡ, ṫ, u̇, v̇, ẇ, ẋ, ẏ, ż                       |
| se dvěma tečkami            | - majuskule: Ä, B̈, C̈, Ë, Ḧ, Ï, K̈, M̈, N̈, Ö, P̈, Q̈, S̈, T̈, Ü, V̈, Ẅ, Ẍ, Ÿ, Z̈, Ɛ̈, Ɔ̈ - minuskule: ä, b̈, c̈, ë, ḧ, ï, k̈, m̈, n̈, ö, p̈, q̈, s̈, ẗ, ü, v̈, ẅ, ẍ, ÿ, z̈, ɛ̈, ɔ̈                                         |
| se dvěma čárkami            | - majuskule: A̋, E̋, I̋, M̋, Ő, Ű - minuskule: a̋, e̋, i̋, m̋, ő, ű |
| se dvěma obrácenými čárkami | - majuskule: Ȁ, Ȅ, Ȉ, Ȍ, Ȑ, Ȕ - minuskule: ȁ, ȅ, ȉ, ȍ, ȑ, ȕ |
| s přeškrtnutím              | - majuskule Ƀ, Ꞓ, Đ, Ð, Ɖ, Ꞙ, Ǥ, Ħ, Ɨ, Ɉ, Ꝃ, Ꞣ, Ꝁ, Ꝅ, Ƚ, Ⱡ, Ꝉ, Ɵ, Ꝋ, Ᵽ, Ꝑ, Ꝙ, Ꝗ, Ɍ, Ꞩ, Ŧ, Ʉ, Ɏ, Ƶ - minuskule ƀ, ꞓ, đ, ð, ɖ, ꞙ, ǥ, ħ, ɨ, ɉ, ꝃ, ꞣ, ꝁ, ꝅ, ƚ, ⱡ, ꝉ, ɵ, ꝋ, ᵽ, ꝑ, ꝙ, ꝗ, ɍ, ꞩ, ŧ, ʉ, ɏ, ƶ |
|                             | Přestože Đ (đ), Ð (ð) a Ɖ (ɖ) mají ve své majuskulní podobě stejný tvar, jsou rozlišována jako tři různá písmena.                                                                                   |
| se šikmým přeškrtnutím      | - majuskule: Ⱥ, Ȼ, Ɇ, Ꞡ, Ł, Ꞥ, Ø, Ꞧ, Ⱦ, Ꝟ - minuskule: ⱥ, ȼ, ɇ, ꞡ, ł, ꞥ, ø, ꞧ, ⱦ, ꝟ |
| s vlnovkou uprostřed        | - majuskule: Ɫ - minuskule: ɫ |
| s tečkou vedle              | - minuskule: Ŀ, O͘, Ꜿ - majuskule: ŀ, o͘, ꜿ |
| s háčkem dole               | - majuskule: Ą, Ę, Į, Ǫ, Ų, Y̨ - minuskule: ą, ę, į, ǫ, ų, y̨ |
| s obrácenou čárkou          | - majuskule À, È, H̀, Ì, K̀, M̀, Ǹ, Ò, R̀, S̀, T̀, Ù, V̀, Ẁ, X̀, Ỳ, Z̀, Æ̀, Ə̀, Ɔ̀, Ʌ̀ - minuskule à, è, h̀, ì, k̀, m̀, ǹ, ò, r̀, s̀, t̀, ù, v̀, ẁ, x̀, ỳ, z̀, æ̀, ə̀, ɔ̀, ʌ̀                                                 |
| s vodorovnou čárkou         | - majuskule: Ā, B̄, C̄, D̄, Ē, F̄, Ḡ, Ī, J̄, K̄, M̄, N̄, Ō, P̄, Q̄, R̄, S̄, T̄, Ū, V̄, W̄, X̄, Ȳ, Z̄, Ǣ - minuskule: ā, b̄, c̄, d̄, ē, f̄, ḡ, ī, j̄, k̄, m̄, n̄, ō, p̄, q̄, r̄, s̄, t̄, ū, v̄, w̄, x̄, ȳ, z̄, ǣ                       |
| s cedillou                  | - majuskule Ç, Ȩ, Ḩ, I̧, O̧, Ş, Ţ, U̧ - minuskule ç, ȩ, ḩ, i̧, o̧, ş, ţ, u̧ |
| s čárkou pod                | - majuskule: A̧, Ḑ, Ģ, Ķ, Ļ, Ņ, Ŗ, Ș, Ț - minuskule: a̧, ḑ, ģ, ķ, ļ, ņ, ŗ, ș, ț |
| s cedillou vedle            | - majuskule: B̧, M̧, Q̧, X̧, Z̧, Ə̧, Ɛ̧, Ɔ̧ - minuskule: b̧, m̧, q̧, x̧, z̧, ə̧, ɛ̧, ɔ̧ |
| s tečkou pod                | - majuskule: Ạ, Ḅ, C̣, Ḍ, Ẹ, F̣, G̣, Ḥ, Ị, J̣, Ḳ, Ḷ, Ṃ, Ṇ, Ọ, P̣, Q̣, Ṛ, Ṣ, Ṭ, Ụ, Ṿ, Ẉ, X̣, Ỵ, Ẓ - minuskule: ạ, ḅ, c̣, ḍ, ẹ, f̣, g̣, ḥ, ị, j̣, ḳ, ḷ, ṃ, ṇ, ọ, p̣, q̣, ṛ, ṣ, ṭ, ụ, ṿ, ẉ, x̣, ỵ, ẓ                 |
| s obloučkem                 | - majuskule: Ă, C̆, Ĕ, Ğ, Ĭ, K̆, M̆, N̆, Ŏ, P̆, R̆, T̆, Ŭ, V̆, X̆, Y̆ - minuskule: ă, c̆, ĕ, ğ, ĭ, k̆, m̆, n̆, ŏ, p̆, r̆, t̆, ŭ, v̆, x̆, y̆                                                                             |
| s obráceným obloučkem       | - majuskule: Ȃ, Ȇ, Ȋ, Ȏ, Ȓ, Ȗ - minuskule: ȃ, ȇ, ȋ, ȏ, ȓ, ȗ |
| s obloučkem dole            | - majuskule: Ḫ - minuskule: ḫ |
| s čárkou za                 | - majuskule: Ơ, Ư - minuskule: ơ, ư |
| s vietnamským háčkem        | - majuskule: Ả, Ẻ, Ỉ, Ỏ, Ủ, Ỷ - minuskule: ả, ẻ, ỉ, ỏ, ủ, ỷ |
| se stříškou pod             | - majuskule: C̭, Ḓ, Ḙ, H̭, I̭, Ḽ, Ṋ, R̭, S̭, Ṱ, Ṷ, Z̭ - minuskule: c̭, ḓ, ḙ, h̭, i̭, ḽ, ṋ, r̭, s̭, ṱ, ṷ, z̭ |
| s kroužkem pod              | - majuskule: Ḁ, L̥, R̥, S̥ - minuskule: ḁ, l̥, r̥, s̥ |
| s vodorovnou čárkou pod     | - majuskule: A̱, Ḇ, C̱, Ḏ, E̱, G̱, H̱, I̱, J̱, Ḵ, Ḻ, M̱, Ṉ, O̱, P̱, Ṟ, S̱, Ṯ, U̱, X̱, Y̱, Ẕ - minuskule: a̱, ḇ, c̱, ḏ, e̱, g̱, ẖ, i̱, j̱, ḵ, ḻ, m̱, ṉ, o̱, p̱, ṟ, s̱, ṯ, u̱, x̱, y̱, ẕ                                         |
| s vlnovkou pod              | - majuskule: Ḛ, Ḭ, Ṵ - minuskule: ḛ, ḭ, ṵ |
| se svislou čárkou pod       | - majuskule: E̩, O̩, S̩ - minuskule: e̩, o̩, s̩ |
| s podtržením                | - majuskule: A̲, I̲, O̲, U̲, Ʊ̲ - minuskule: a̲, i̲, o̲, u̲, ʊ̲ |
| s přimknutým obloučkem      | - majuskule: Ƈ, Ɠ - minuskule: ƈ, ɠ |
| se zalomením                | - majuskule: Ɓ, Ɗ, Ɦ, Ƙ, Ƥ, Ƭ, Ʋ, Ⱳ, Ƴ - minuskule: ɓ, ɗ, ɦ, ƙ, ƥ, ƭ, ʋ, ⱳ, ƴ |
| s prodloužením              | - majuskule: Ƒ, Ɱ, Ɲ, Ɋ, Ɽ, Ȥ - minuskule: ƒ, ɱ, ɲ, ɋ, ɽ, ȥ |
| s ocáskem                   | - majuskule: Ꝓ, Ꝕ, Ȿ, Ɀ - minuskule: ꝓ, ꝕ, ȿ, ɀ |

##### Písmena s více diakritickými znaménky
- majuskule: Ǟ, Ắ, Ằ, Ẵ, Ặ, Ẳ, Ấ, Ầ, Ẫ, Ậ, Ẩ, Ð̂, Ế, Ề, Ễ, Ệ, Ể, É̩, È̩, Ē̩, Ł̣, Ȱ, Ȫ, Ȭ, Ố, Ồ, Ỗ, Ộ, Ổ, Ớ, Ờ, Ỡ, Ợ, Ở, Ǿ, Ó̩, Ò̩, Ō̩, Ṝ, Ṣ̄, Ứ, Ừ, Ữ, Ự, Ử, Ÿ́
- minuskule: ǟ, ắ, ằ, ẵ, ặ, ẳ, ấ, ầ, ẫ, ậ, ẩ, ð̂, ế, ề, ễ, ệ, ể, é̩, è̩, ē̩, ł̣, ȱ, ȫ, ȭ, ố, ồ, ỗ, ộ, ổ, ớ, ờ, ỡ, ợ, ở, ǿ, ó̩, ò̩, ō̩, ṝ, ṣ̄, ứ, ừ, ữ, ự, ử, ÿ́

#### Písmena s diakritickými znaménky podle písmen
| A | Á, Å, Â, Ã, Ä, Ą, À, Ā, Ạ, Ă, Ả, A̲, Ǎ, Ḁ, Ȧ, A̋, Ȁ, Ⱥ, A̱, A̧, Ȃ             |
| a | á, å, â, ã, ä, ą, à, ā, ạ, ă, ả, a̲, ǎ, ḁ, ȧ, a̋, ȁ, ⱥ, a̱, a̧, ȃ             |
| Æ | Ǽ, Æ̀, Ǣ                                                                   |
| æ | ǽ, æ̀, ǣ                                                                   |
| B | Ɓ, Ƀ, B́, B̌, B̂, Ḃ, Ḅ, B̈, B̄, Ḇ, B̧                                           |
| b | ɓ, ƀ, b́, b̌, b̂, ḃ, ḅ, b̈, b̄, ḇ, b̧                                           |
| C | Ć, Č, Ċ, Ç, Ƈ, Ĉ, C̭, C̣, C̈, Ꞓ, Ȼ, C̄, C̱, C̆                                  |
| c | ć, č, ċ, ç, ƈ, ĉ, c̭, c̣, c̈, ꞓ, ȼ, c̄, c̱, c̆                                  |
| D | Ď, Đ, Ð, Ɖ, Ḑ, Ḍ, Ḓ, Ɗ, D́, D̊, D̂, Ḋ, D̄, Ḏ                                  |
| d | ď, đ, ð, ɖ, ḑ, ḍ, ḓ, ɗ, d́, d̊, d̂, ḋ, d̄, ḏ                                  |
| E | É, Ě, Ê, Ẽ, Ė, Ë, Ę, È, Ē, Ẹ, Ẻ, E̩, E̊, Ḙ, Ḛ, E̋, Ȅ, Ɇ, E̱, Ȩ, Ĕ, Ȇ          |
| e | é, ě, ê, ẽ, ė, ë, ę, è, ē, ẹ, ẻ, e̩, e̊, ḙ, ḛ, e̋, ȅ, ɇ, e̱, ȩ, ĕ, ȇ          |
| Ə | Ə́, Ə̀, Ə̧                                                                   |
| ə | ə́, ə̀, ə̧                                                                   |
| Ɛ | Ɛ̈, Ɛ̧                                                                      |
| ɛ | ɛ̈, ɛ̧                                                                      |
| F | Ƒ, F́, F̌, Ḟ, F̣, Ꞙ, F̄                                                       |
| f | ƒ, f́, f̌, ḟ, f̣, ꞙ, f̄                                                       |
| G | Ǧ, Ĝ, G̃, Ġ, Ǥ, Ģ, Ğ, Ǵ, G̊, G̣, Ꞡ, Ḡ, G̱, Ɠ                                  |
| g | ǧ, ĝ, g̃, ġ, ǥ, ģ, ğ, ǵ, g̊, g̣, ꞡ, ḡ, g̱, ɠ                                  |
| H | Ħ, Ḥ, H́, Ȟ, Ĥ, H̭, Ḣ, Ḧ, H̀, H̱, Ḩ, Ḫ, Ɦ                                     |
| h | ħ, ḥ, h́, ȟ, ĥ, h̭, ḣ, ḧ, h̀, ẖ, ḩ, ḫ, ɦ                                     |
| I | Í, Î, Ĩ, Ï, Į, Ì, Ī, Ị, Ỉ, I̲, Ǐ, I̊, I̭, Ḭ, İ, I, I̋, Ȉ, Ɨ, I̱, I̧, Ĭ, Ȋ       |
| i | í, î, ĩ, ï, į, ì, ī, ị, ỉ, i̲, ǐ, i̊, i̭, ḭ, i, ı, i̋, ȉ, ɨ, i̱, i̧, ĭ, ȋ       |
| J | J́, J, J̌, J̊, Ĵ, J̃, J̣, Ɉ, J̄, J̱                                              |
| j | ȷ́, ȷ, ǰ, j̊, ĵ, j̃, j̣, ɉ, j̄, j̱                                              |
| K | Ǩ, Ķ, Ƙ, Ḱ, K̂, K̇, Ḳ, K̈, Ꝃ, Ꞣ, Ꝁ, Ꝅ, K̀, K̄, Ḵ, K̆                            |
| k | ǩ, ķ, ƙ, ḱ, k̂, k̇, ḳ, k̈, ꝃ, ꞣ, ꝁ, ꝅ, k̀, k̄, ḵ, k̆                            |
| L | Ĺ, Ľ, Ł, Ļ, Ḷ, Ḽ, Ḻ, L̥, L̂, L̃, Ɫ, L̇, Ŀ, Ƚ, Ⱡ, Ꝉ                            |
| l | ĺ, ľ, ł, ļ, ḷ, ḽ, ḻ, l̥, l̂, l̃, ɫ, l̇, ŀ, ƚ, ⱡ, ꝉ                            |
| M | Ḿ, M̌, M̂, M̃, Ṁ, Ṃ, M̈, M̀, M̄, M̱, M̧, M̆, M̋, Ɱ                                  |
| m | ḿ, m̌, m̂, m̃, ṁ, ṃ, m̈, m̀, m̄, m̱, m̧, m̆, m̋, ɱ                                  |
| N | Ń, Ň, Ñ, Ṅ, N̈, Ņ, Ṋ, Ɲ, N̂, Ṇ, Ꞥ, Ǹ, N̄, Ṉ, N̆                               |
| n | ń, ň, ñ, ṅ, n̈, ņ, ṋ, ɲ, n̂, ṇ, ꞥ, ǹ, n̄, ṉ, n̆                               |
| O | Ó, Ô, Õ, Ȯ, Ö, Ő, Ø, Ò, Ō, Ọ, Ơ, Ỏ, O̩, O̲, Ǒ, O̊, O͘, Ȍ, Ɵ, Ꝋ, Ǫ, O̱, O̧, Ŏ, Ȏ |
| o | ó, ô, õ, ȯ, ö, ő, ø, ò, ō, ọ, ơ, ỏ, o̩, o̲, ǒ, o̊, o͘, ȍ, ɵ, ꝋ, ǫ, o̱, o̧, ŏ, ȏ |
| Ɔ | Ɔ̈, Ɔ́, Ꜿ, Ɔ̀, Ɔ̧                                                             |
| ɔ | ɔ̈, ɔ́, ꜿ, ɔ̀, ɔ̧                                                             |
| P | Ƥ, Ṕ, P̌, P̃, Ṗ, P̣, P̈, Ᵽ, Ꝑ, P̄, P̱, P̆, Ꝓ, Ꝕ                                  |
| p | ƥ, ṕ, p̌, p̃, ṗ, p̣, p̈, ᵽ, ꝑ, p̄, p̱, p̆, ꝓ, ꝕ                                  |
| Q | Q́, Q̌, Q̊, Q̃, Q̇, Q̣, Q̈, Ꝙ, Ꝗ, Q̄, Q̧, Ɋ                                        |
| q | q́, q̌, q̊, q̃, q̇, q̣, q̈, ꝙ, ꝗ, q̄, q̧, ɋ                                        |
| R | Ŕ, Ř, Ɍ, Ŗ, R̥, R̂, R̭, R̃, Ṙ, Ṛ, Ȑ, Ꞧ, R̀, R̄, Ṟ, R̆, Ȓ, Ɽ                      |
| r | ŕ, ř, ɍ, ŗ, r̥, r̂, r̭, r̃, ṙ, ṛ, ȑ, ꞧ, r̀, r̄, ṟ, r̆, ȓ, ɽ                      |
| S | Ś, Š, Ŝ, Ş, Ș, Ṣ, S̭, S̩, S̊, S̥, Ṡ, S̈, Ꞩ, S̀, S̄, S̱, Ȿ                         |
| s | ś, š, ŝ, ş, ș, ṣ, s̭, s̩, s̊, s̥, ṡ, s̈, ꞩ, s̀, s̄, s̱, ȿ                         |
| ẞ | ẞ̌, ẞ̂                                                                      |
| ß | ß̌, ß̂                                                                      |
| Ʃ | Ʃ̂                                                                         |
| ʃ | ʃ̂                                                                         |
| T | Ť, Ŧ, Ț, Ṭ, Ṱ, Ƭ, T́, T̂, Ṫ, T̈, Ⱦ, T̀, T̄, Ṯ, Ţ, T̆                            |
| t | ť, ŧ, ț, ṭ, ṱ, ƭ, t́, t̂, ṫ, ẗ, ⱦ, t̀, t̄, ṯ, ţ, t̆                            |
| Þ | Þ̂                                                                         |
| þ | þ̂                                                                         |
| U | Ú, Ů, Û, Ũ, Ű, Ü, Ʉ, Ų, Ù, Ū, Ụ, Ư, Ủ, U̲, Ǔ, Ṷ, Ṵ, U̇, Ȕ, U̱, U̧, Ŭ, Ȗ, Ʋ    |
| u | ú, ů, û, ũ, ű, ü, ʉ, ų, ù, ū, ụ, ư, ủ, u̲, ǔ, ṷ, ṵ, u̇, ȕ, u̱, u̧, ŭ, ȗ, ʋ    |
| Ʊ | Ʊ̲                                                                         |
| ʊ | ʊ̲                                                                         |
| V | V́, V̌, V̊, V̂, Ṽ, V̇, Ṿ, V̈, Ꝟ, V̀, V̄, V̆                                        |
| v | v́, v̌, v̊, v̂, ṽ, v̇, ṿ, v̈, ꝟ, v̀, v̄, v̆                                        |
| Ʌ | Ʌ́, Ʌ̀                                                                      |
| ʌ | ʌ́, ʌ̀                                                                      |
| W | Ŵ, Ẅ, Ẁ, Ẃ, W̌, W̊, Ẇ, Ẉ, W̄, Ⱳ                                              |
| w | ŵ, ẅ, ẁ, ẃ, w̌, ẘ, ẇ, ẉ, w̄, ⱳ                                              |
| X | X̂, X́, X̌, X̊, Ẋ, X̣, Ẍ, X̀, X̄, X̱, X̧, X̆                                        |
| x | x̂, x́, x̌, x̊, ẋ, x̣, ẍ, x̀, x̄, x̱, x̧, x̆                                        |
| Y | Ý, Ŷ, Ỹ, Ÿ, Ȳ, Ỳ, Ỵ, Ỷ, Ƴ, Y̌, Y̊, Ẏ, Ɏ, Y̨, Y̱, Y̆                            |
| y | ý, ŷ, ỹ, ÿ, ȳ, ỳ, ỵ, ỷ, ƴ, y̌, ẙ, ẏ, ɏ, y̨, y̱, y̆                            |
| Z | Ź, Ž, Ẑ, Ż, Ẓ, Z̭, Z̈, Ƶ, Z̀, Z̄, Ẕ, Z̧, Ȥ, Ɀ                                  |
| z | ź, ž, ẑ, ż, ẓ, z̭, z̈, ƶ, z̀, z̄, ẕ, z̧, ȥ, ɀ                                  |
| Ʒ | Ǯ, Ʒ̂                                                                      |
| ʒ | ǯ, ʒ̂                                                                      |

#### Písmena s diakritickými znaménky podle jazyků
| ajmarština         | - majuskule: Ä, Ï, Ñ, Ü - minuskule: ä, ï, ñ, ü |
| albánština         | - majuskule: Ç, Ë - minuskule: ç, ë |
| aleutština         | - majuskule: Ĝ, X̂ - minuskule: ĝ, x̂ |
| asturština         | - majuskule: Á, É, Ḥ, Í, Ḷ, Ñ, Ó, Ú, Ü - minuskule: á, é, ḥ, í, ḷ, ñ, ó, ú, ü |
| čeština            | - majuskule: Á, Č, Ď, É, Ě, Í, Ň, Ó, Ř, Š, Ť, Ú, Ů, Ý, Ž - minuskule: á, č, ď, é, ě, í, ň, ó, ř, š, ť, ú, ů, ý, ž |
| dánština           | - majuskule: Å, Ø - minuskule: å, ø (volitelně á, é, í, ó, ú, ǽ, ǿ) |
| dinkština          | - majuskule: Ä, Ë, Ɛ̈, Ï, Ö, Ɔ̈ - minuskule: ä, ë, ɛ̈, ï, ö, ɔ̈ |
| estonština         | - majuskule: Ä, Ö, Ü, Õ - minuskule: ä, ö, ü, õ |
| eveština           | - majuskule: Ɖ, Ƒ - minuskule: ɖ, ƒ |
| finština           | - majuskule: Ä, Ö; pouze v cizích slovech Å, Š, Ž - minuskule: ä, ö; pouze v cizích slovech å, š, ž |
| francouzština      | - majuskule: À, Â, Ç, É, È, Ë, Ê, Ï, Î, Ô, Ù, Ü, Û, Ÿ - minuskule: à, â, ç, é, è, ë, ê, ï, î, ô, ù, ü, û, ÿ |
| galicijština       | - majuskule: Á, É, Í, Ï, Ñ, Ó, Ú, Ü - minuskule: á, é, í, ï, ñ, ó, ú, ü |
| guaranština        | - majuskule: Ã, Ẽ, G̃, Ĩ, Ñ, Õ, Ű, Ỹ - minuskule: ã, ẽ, g̃, ĩ, ñ, õ, ũ, ỹ |
| hauština           | - majuskule: Ɓ, Ɗ, Ƙ, Ƴ - minuskule: ɓ, ɗ, ƙ, ƴ (volitelně: à, è, ì, ò, ù, á, é, í, ó, ú, â, ê, î, ô, û) |
| herero             | - majuskule: Ḓ, Ṋ, S̭, Z̭ - minuskule: ḓ, ṋ, s̭, z̭ |
| čikasavština       | - majuskule: A̲, I̲, O̲, U̲ - minuskule: a̲, i̲, o̲, u̲ |
| čoktština          | - majuskule: A̲, I̲, O̲, Ʊ̲ - minuskule: a̲, i̲, o̲, ʊ̲ |
| chorvatština       | - majuskule: Ć, Č, Đ, Š, Ž - minuskule: ć, č, đ, š, ž |
| inupiaq            | - majuskule: Ġ, Ḷ, Ł, Ł̣, Ñ - minuskule: ġ, ḷ, ł, ł̣, ñ |
| islandština        | - majuskule: Á, Ð, É, Í, Ó, Ö, Ú, Ý - minuskule: á, ð, é, í, ó, ö, ú, ý |
| italština          | - majuskule: À, É, È, Ì, Ò, Ù - minuskule: à, é, è, ì, ò, ù |
| jarai              | - majuskule: Ă, Â, Ƀ, Č, Đ, E, Ĕ, Ê, Ê̆, Ĭ, Ñ, Ŏ, Ô, Ô̆, Ơ, Ơ̆, Ŭ, Ư, Ư̆ - minuskule: ă, â, ƀ, č, đ, e, ĕ, ê, ê̆, ĭ, ñ, ŏ, ô, ô̆, ơ, ơ̆, ŭ, ư, ư̆ |
| jorubština         | - majuskule: Á, À, Ā, É, È, Ē, E̩, É̩, È̩, Ē̩, Í, Ì, Ī, Ó, Ò, Ō, O̩, Ó̩, Ò̩, Ō̩, Ú, Ù, Ū, S̩ - minuskule: á, à, ā, é, è, ē, e̩, é̩, è̩, ē̩, í, ì, ī, ó, ò, ō, o̩, ó̩, ò̩, ō̩, ú, ù, ū, s̩ |
| kabiye             | - majuskule: Ɖ, Ñ - minuskule: ɖ, ñ |
| katalánština       | - majuskule: À, Ç, É, È, Í, Ï, Ó, Ò, Ú, Ü - minuskule: à, ç, é, è, í, ï, ó, ò, ú, ü |
| kanurijština       | - majuskule: Ɍ - minuskule: ɍ |
| karelština         | - majuskule: Ä, Č, Ǯ, Ö, Š, Ü, Ž - minuskule: ä, č, ǯ, ö, š, ü, ž |
| komančština        | - majuskule: Ʉ - minuskule: ʉ |
| litevština         | - majuskule: Ą, Č, Ę, Ė, Į, Š, Ų, Ū, Ž - minuskule: ą, č, ę, ė, į, š, ų, ū, ž |
| livonština         | - majuskule: Ā, Ä, Ǟ, Ḑ, Ē, Ī, Ļ, Ņ, Ō, Ȯ, Ȱ, Ö, Ȫ, Õ, Ȭ, Ŗ, Š, Ț, Ū, Ȳ, Ž - minuskule: ā, ä, ǟ, ḑ, ē, ī, ļ, ņ, ō, ȯ, ȱ, ö, ȫ, õ, ȭ, ŗ, š, ț, ū, ȳ, ž |
| lotyština          | - majuskule: Ā, Č, Ē, Ģ, Ī, Ķ, Ļ, Ņ, Š, Ū, Ž - minuskule: ā, č, ē, ģ, ī, ķ, ļ, ņ, š, ū, ž |
| maďarština         | - majuskule: Á, É, Í, Ó, Ö, Ő, Ú, Ü, Ű - minuskule: á, é, í, ó, ö, ő, ú, ü, ű |
| malgaština         | - majuskule: N̈, Ô - minuskule: n̈, ô |
| maltština          | - majuskule: Ċ, Ġ, Ħ, Ż - minuskule: ċ, ġ, ħ, ż |
| němčina            | - majuskule Ä, Ö, Ü - minuskule ä, ö, ü |
| nizozemština       | - majuskule: Ä, É, Ë, Ï, Ö, Ü - minuskule: ä, é, ë, ï, ö, ü |
| norština           | - majuskule: Å, Ø - minuskule: å, ø |
| polština           | - majuskule Ą, Ć, Ę, Ł, Ń, Ó, Ś, Ź, Ż - minuskule ą, ć, ę, ł, ń, ó, ś, ź, ż |
| portugalština      | - majuskule Á, Â, Ã, À, Ç, É, Ê, Í, Ó, Ô, Õ, Ú - minuskule á, â, ã, à, ç, é, ê, Í, ó, ô, õ, ú |
| ronga              | - majuskule: Ṅ, Ŝ, Ẑ - minuskule: ṅ, ŝ, ẑ |
| rumunština         | - majuskule: Ă, Â, Î, Ș, Ț - minuskule: ă, â, î, ș, ț |
|                    | Nejsou-li k dispozici písmena Ș, Ț (ș, ț), používají se místo nich písmena Ş, Ţ (ş, ţ) |
| inarijská sámština | - majuskule: Á, Ä, Â, Č, Đ, Š, Ž - minuskule: á, ä, â, č, đ, š, ž |
| jižní sámština     | - majuskule: Å, Ï, Ø - minuskule: å, ï, ø |
|                    | Ve Švédsku se místo písmen Æ a Ø používají písmena Ä a Ö. |
| severní sámština   | - majuskule: Á, Č, Đ, Š, Ŧ, Ž - minuskule: á, č, đ, š, ŧ, ž |
| skoltská sámština  | - majuskule: Â, Å, Ä, Č, Ǯ, Đ, Ǧ, Ǥ, Ǩ, Õ, Š, Ž - minuskule: â, å, ä, č, ǯ, đ, ǧ, ǥ, ǩ, õ, š, ž |
| serer              | - majuskule: Ɓ, Ƈ, Ɗ, Ñ, Ƥ, Ƭ, Ƴ - minuskule: ɓ, ƈ, ɗ, ñ, ƥ, ƭ, ƴ |
| seriština          | - majuskule: Ḻ - minuskule: ḻ |
| slovenština        | - majuskule: Á, Ä, Č, Ď, É, Í, Ľ, Ĺ, Ň, Ó, Ô, Ŕ, Š, Ť, Ú, Ý, Ž - minuskule: á, ä, č, ď, é, í, ľ, ĺ, ň, ó, ô, ŕ, š, ť, ú, ý, ž |
| srbština           | - majuskule: Ć, Č, Đ, Š, Ž - minuskule: ć, č, đ, š, ž |
| španělština        | - majuskule Á, É, Í, Ñ, Ó, Ú, Ü - minuskule á, é, í, ñ, ó, ú, ü |
| švédština          | - majuskule: Ä, Å, Ö - minuskule: ä, å, ö |
| tswa               | - majuskule: Ṅ, Ŝ, Ẑ - minuskule: ṅ, ŝ, ẑ |
| turečtina          | - majuskule: Ç, Ğ, İ, Ş, Ö, Ü - minuskule: ç, ğ, ı, ş, ö, ü |
| velština           | - majuskule: Á, À, Â, Ä, É, È, Ê, Ë, Ì, Î, Ï, Ó, Ò, Ô, Ö, Ù, Û, Ẃ, Ẁ, Ŵ, Ẅ, Ý, Ỳ, Ŷ, Ÿ - minuskule: á, à, â, ä, é, è, ê, ë, ì, î, ï, ó, ò, ô, ö, ù, û, ẃ, ẁ, ŵ, ẅ, ý, ỳ, ŷ, ÿ |
| vendština          | - majuskule: Ḓ, Ḽ, Ṋ, Ṅ, Ṱ - minuskule: ḓ, ḽ, ṋ, ṅ, ṱ |
| vietnamština       | - majuskule: Á, À, Ã, Ạ, Ả, Ă, Ắ, Ằ, Ẵ, Ặ, Ẳ, Â, Ấ, Ầ, Ẫ, Ậ, Ẩ, Đ, É, È, Ẽ, Ẹ, Ẻ, Ê, Ế, Ề, Ễ, Ệ, Ể, Í, Ì, Ĩ, Ị, Ỉ, Ó, Ò, Õ, Ọ, Ỏ, Ô, Ố, Ồ, Ỗ, Ộ, Ổ, Ơ, Ớ, Ờ, Ỡ, Ợ, Ở, Ú, Ù, Ũ, Ụ, Ủ, Ư, Ứ, Ừ, Ữ, Ự, Ử, Ý, Ỳ, Ỹ, Ỵ, Ỷ - minuskule: á, à, ã, ạ, ả, ă, ắ, ằ, ẵ, ặ, ẳ, â, ấ, ầ, ẫ, ậ, ẩ, đ, é, è, ẽ, ẹ, ẻ, ê, ế, ề, ễ, ệ, ể, í, ì, ĩ, ị, ỉ, ó, ò, õ, ọ, ỏ, ô, ố, ồ, ỗ, ộ, ổ, ơ, ớ, ờ, ỡ, ợ, ở, ú, ù, ũ, ụ, ủ, ư, ứ, ừ, ữ, ự, ử, ý, ỳ, ỹ, ỵ, ỷ |
| zarma              | - majuskule: Ɲ - minuskule: ɲ |

##### Skupiny jazyků
| berberské jazyky | - majuskule Č, Ḍ, Ǧ, Ḥ, Ṣ, Ṭ, Ẓ - minuskule č, ḍ, ǧ, ḥ, ṣ, ṭ, ẓ |
| fríské jazyky    | - majuskule Â, Ê, Ô, Û, Ú - minuskule â, ê, ô, û, ú             |

#### Písmena s diakritickými znaménky v umělých jazycích a transkripčních systémech
Písmena z této kategorie nejsou uvedena v Písmena s diakritickými znaménky podle diakritických znamének
| esperanto | - majuskule: Ĉ, Ĝ, Ĥ, Ĵ, Ŝ, Ŭ - minuskule: ĉ, ĝ, ĥ, ĵ, ŝ, ŭ                            |
| pchin-jin | - minuskule: á, à, ā, ǎ, é, è, ē, ě, í, ì, ī, ǐ, ó, ò, ō, ǒ, ú, ù, ū, ǔ, ü, ǘ, ǜ, ǖ, ǚ |
| volapük   | - minuskule: ä, ö, ü                                                                   |

## Archaická písmena
Písmena, která se v současné době již nepoužívají:
Majuskule:
Ƣ, Kʻ, Ȝ, Ƿ
Minuskule:
ƣ, ĸ, ȝ, ƿ, ſ
historické varianty písmen: karolínské G, ᵹ, r rotunda

## Speciální písmena
Ƕ, ƕ – používané v transkripci gótštiny

## Spřežky
Spřežka je skupina více písmen zachycující jedinou hlásku.

### Dvoupísmenné spřežky
aa, ae, ai, ao, au, aw, ay, bh, ch, c̱h, ck, cö, cs, cu, cz, dd, dh, dj, dl, dx, dz, dž, ea, ee, ei, eu, ew, ey, ff, fh, gb, gh, għ, gi, gj, gn, gp, gs, gt, gy, hs, hu, ie, ij, jö, kh, kp, ku, lh, lj, ll, ḷḷ, ly, mb, mh, mp, nd, ng, nh, nj, nk, ns, nt, ny, nz, oa, oe, oi, oo, ou, ow, oy, ph, qu, rd, rh, rl, rn, rq, rr, rt, sh, ss, sv, sy, sz, th, tj, tr, ts, tx, ty, tz, ue, ui, vk, vn, wh, xh, xö, yh, yk, zh, zs, zv
Některé sprežky jsou v některých jazycích i jako samostatná písmena: ǆ ĳ ǉ ǌ.

### Třípísmenné spřežky
dzs, gdl, gss, ngb, ngh, ngk, ngm, nkp, nth, nyk, rnd, sch, tdl, tse, vdl

### Čtyřpísmenné spřežky
tsch

### Pětipísmenné spřežky
abhai, amhai, obhai, odhai, oghai; adhai, aghai; oidhi, oighi; omhai; eabha, eamha; eadha; eidhi, eighi; tzsch

### Šestipísmenné spřežky
eidhea, eighea; eabhai, eamhai; eadhai; oidhea, oighea,

## Symboly mezinárodní fonetické abecedy
ɐ, ɑ, ɒ, ɓ, ɔ, ɕ, ɖ, ɗ, ɘ, ə, ɚ, ɛ, ɜ, ɝ, ɞ, ɟ, ɠ, ɡ, ɢ, ɣ, ɤ, ɥ, ɦ, ɧ, ɨ, ɩ, ɪ, ɫ, ɬ, ɭ, ɮ, ɯ, ɰ, ɱ, ɲ, ɳ, ɴ, ɵ, ɶ, ɷ, ɸ, ɹ, ɺ, ɻ, ɼ, ɽ, ɾ, ɿ, ʀ, ʁ, ʂ, ʃ, ʄ, ʅ, ʆ, ʇ, ʈ, ʉ, ʊ, ʋ, ʌ, ʍ, ʎ, ʏ, ʐ, ʑ, ʒ, ʓ, ʔ, ʕ, ʖ, ʗ, ʘ, ʙ, ʚ, ʛ, ʜ, ʝ, ʞ, ʟ, ʠ, ʡ, ʢ, ʣ, ʤ, ʥ, ʦ, ʧ, ʨ, ʩ, ʪ, ʫ, ʬ, ʭ, ʮ, ʯ; ǀ, ǃ, ǂ, ǁ